# 新韦内扎 (戈亚斯州)
新韦内扎是巴西戈亚斯州的一个市镇。总面积123.376平方公里，总人口7457人，人口密度60.4人/平方公里。